# New Smyrna Beach
New Smyrna Beach é uma cidade localizada no estado americano da Flórida, no condado de Volusia. Foi incorporada em 1887.

## Geografia
De acordo com o United States Census Bureau, a cidade tem uma área de 98 km², onde 89,7 km² estão cobertos por terra e 8,3 km² por água.

### Localidades na vizinhança
O diagrama seguinte representa as localidades num raio de 24 km ao redor de New Smyrna Beach.

## Demografia
Segundo o censo nacional de 2010, a sua população é de 22 464 habitantes e sua densidade populacional é de 250,4 hab/km². Possui 16 847 residências, que resulta em uma densidade de 187,8 residências/km².